# Dorge Kouemaha
Dorge Kouemaha (ur. 28 czerwca 1983 roku w Loum) – kameruński piłkarz występujący na pozycji napastnika.